# 아그네스 발차

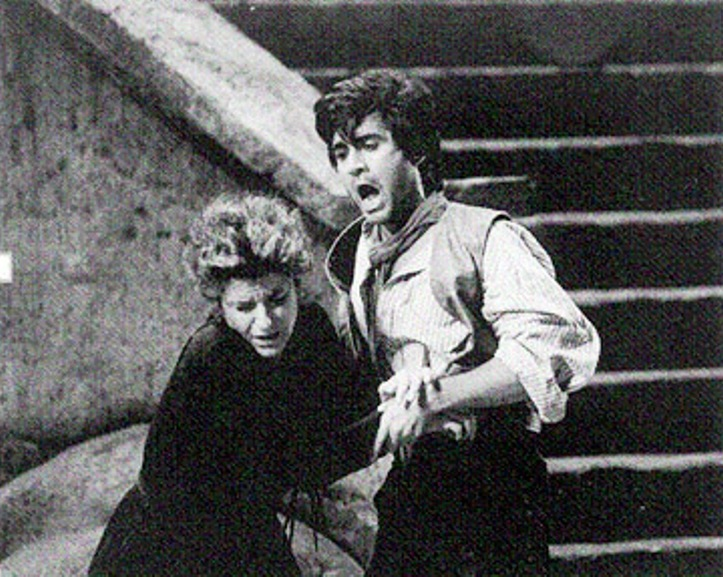

아그네스 발차(Agnes Baltsa, Aγνή Mπάλτσα, 1944년 11월 19일 ~ )는 그리스 태생의 세계적인 메조소프라노이다.

## 생애
그리스 레프카스섬(Lefkas) 출생으로, 6세 때부터 피아노를 배웠으며 1958년부터 1965년까지 아테네음악원에서 성악을 공부했다. 1965년 마리아 칼라스(Maria Callas) 장학금을 받아 독일 뮌헨에서 계속 공부할 수 있는 자격을 얻었다.
1968년 프랑크푸르트 오페라에서 볼프강 모차르트(Wolfgang Mozart)의《피가로의 결혼 Le Nozze di Figaro》에 케루비노 역으로 데뷔했다. 이듬해에는 빈국립오페라에서 리하르트 슈트라우스(Richard Strauss)의 《장미의 기사 Der Rosenkavalier》의 옥타비안을 불렀는데, 지금까지 가장 젊은 나이에 옥타비안 역을 맡은 성악가로 기록되어 있다. 이후로도 옥타비안은 그녀가 즐겨 부르는 역이 되었다.
그녀의 경력은 빠르게 발전하였다. 그녀는 독일 베를린오페라, 미국의 수많은 오페라 하우스 (그 중에서도 뉴욕의 메트로폴리탄 오페라), the Bavarian State Opera (바이에른 국립 오페라 극장, 뮌헨), 특히 코번트가든 왕립오페라극장에서 대성공을 거두었으며, 취리히, 파리 오페라 등 수많은 오페라하우스를 거쳐 활동하였다. 빈오페라 등의 국제무대에서도 강렬한 연기와 개성 있는 노래로 명성을 얻었고, 1970년부터 헤르베르트 폰 카라얀(Herbert von Karajan)의 지도 아래, 그녀는 잘츠부르크 페스티벌에서 정기적으로 게스트를 맡기도 하였다.
그녀의 레퍼토리는 Mozart(Le Nozze di Figaro, Cosi fan Tutte, Requiem), Rossini (Il Barbiere di Siviglia, La Cenerentola, L'Italiana in Algeri), Mascagni (Cavalleria Rusticana), Verdi (Aida, La Forza del Destino, Il Trovatore, Don Carlo, Requiem), Bellini (I Capuleti e I Montecchi), 그리고 Donizetti (Il Campanello, Maria Stuarda), 그 외 다양한 작품을 포함한다. 하지만, 그녀의 공연으로 가장 유명한 것은 바로 비제의 카르멘이다. 돈 호세 역에 호세 카레라스(Jose Carreras)와의 호흡은 전례 없이 훌륭한 듀엣으로 기억되며 전 세계로부터 극찬을 받았다. 그녀는 플라시도 도밍고(Placido Domingo)와 닐 쉬코프(Niel Schicoff)와도 수 차례 카르멘을 함께 공연하였다.
1980년 아그네스 발차는 비엔나 국립 오페라 극장에서 Kammersängerin이 되었다. 또한, 그녀는 1988년부터 이 오페라 하우스의 명예 회원이 되었다. 1992년, 그녀는 그녀의 첫 번째 장편 영화‘Duett’에서 헝가리 오페라 가수를 연기하였다.
발차는 Fedora (Giordano), 비엔나 국립 오페라 극장 (State Opera)에서 라이브 녹음으로 발행된 Hérodiade (Massenet), 그리고 Fidès (La Prophète, Meyerbeer)와 같은 역할을 계속해서 그녀의 레퍼토리에 추가할 수 있었다.
Wiener Festwochen 1999에서, 그녀는 수년간 노래하지 않았던 역할 Orlofski (Fledermaus, R.Strauss)를 다시 불렀다. 이어서 2000년 2월 그녀는Cecilia Bartoli와 함께 취리히 오페라에서 성공적으로 Despina (Cosi fan Tutte)의 역할을 불렀다. 2000년 초반, 그녀는 몇 년 전 그녀가 포기했던 R.Strauss의Ariadne auf Naxos를 일본에서 공연하였다. 이 공연은 비엔나 국립 오페라 극장에서 만든 일본으로의 투어의 일환이었다. 극장 측에서는 1985년 그녀가 이 역할으로 (또한 VSO와) 엄청난 성공을 이루었기에 특별히 발차에게 Ariadne auf Naxos를 재공연하기 위해 일본으로 돌아와 줄 것을 청했다. Ariadne에는 Edita Gruberova와 Cheryl Studer가 함께 출연하였으며, Giuseppe Sinopoli가 지휘하였다.
아주 놀랍게도, 30년 만에 처음으로, 발차는 2000년에서 2001년까지 비엔나 국립 오페라 극장의 시즌에 공연 스케줄을 잡지 않았다. 그녀는 2001년 7월 스위스 취리히에서 Lady Macbeth (Verdi)의 대망의 역할을 노래하는 제안을 받아들이지 않기로 결정했지만, 2001년 3월 Teatro Real (Madrid)에서 Kundry (Parsifal) 역을 매우 성공적으로 연기하였다. Pladico Domingo, Matti Salminen 그리고 Frans Grundheber 가 출연하였다. 비록 카라얀, 무티와 같은 지휘자들이 그녀에게 Kundry 역을 맡기를 간청했지만, 그녀는 결국 2001년이 되어서야 그녀의 숱한 경력에 걸쳐 그녀를 오랫동안 힘들게 하였던 그 역을 맡기로 결정하였다.
2001년 5월, 발차는 오스트리아와 독일에서 다양한 콘서트를 했다. 그녀는 2002년 2월에 비엔나 국립 오페라 극장 (State Opera)에서 Janacek 의 Jenufa에 Kostelnicka로서 데뷔하였고 이는 매우 성공적이었다.
2002년의 가장 흥미로운 공연 중 하나는 미국 보스턴에서의 아그네스 발차가 마녀로 출연하는 Haensel und Gretel 공연이었을 것이다. 하지만 불행하게도, 그녀는 질병으로 인해 이 공연을 취소해야만 했다.

## DVD와 블루레이
- Bizet, Carmen - Metropolitan Opera New York(DG, recorded 1988)
- Bruckner, Sinf. n. 8, 9/Te Deum - Karajan/Tomowa/Rendall, 1978 Deutsche Grammophon
- Offenbach, Les Contes D'Hofmann - Covent Garden, London(NVC Arts, recorded 1981)
- Verdi, Messa di Requiem - Musikverein Vienna(Sony, recorded 1984)
- Strauss, R., Der Rosenkavalier - Salzburger Festspiele(Sony, recorded 1984)
- Verdi, Don Carlo - Salzburger Osterfestspiele(Sony, recorded 1986)
- Mozart, Cosí fan Tutte - Zurich Opera House(Arthouse Music, recorded 2000)
- Great Stars of Opera - Various Artists(EuroArts, released 2005)
- Fest Konzert Wiener Staatsoper - Various Artists(EuroArts, released 2006)